# Jadeíta
La jadeíta es un mineral del grupo VIII (silicatos), según la clasificación de Strunz de fórmula Na(Al,Fe3+)Si2O6. Es un silicato aluminicosódico que cristaliza en el sistema monoclínico. Es un piroxeno translúcido de color blanco verdoso y de textura fibrosa. Se utiliza en joyería. Se encuentra principalmente en Birmania, Tíbet y en algunas partes de China. También existen fuentes de jadeíta en Guatemala.
El nombre de jade se refiere a dos tipos distintos de minerales, la jadeíta y la nefrita.
La jadeíta del Valle de Motagua (Guatemala) fue la piedra utilizada por los olmecas, pueblos mayas y los pueblos indígenas de Costa Rica durante 3000 años. Por lo general, los colores más valiosos de la jadeíta son las variedades verde intenso translúcidas, aunque tradicionalmente el blanco ha sido considerado el más valioso de los jades por los chinos, conocidos por sus piezas de jade elaboradas cuidadosamente.
Actualmente, la variedad más valorada de la jadeíta es conocida como jade "Imperial Green", caracterizada por un color verde esmeralda y un alto nivel de translucidez. El jade azul olmeca, que se caracteriza por su intenso color azul verdoso y por sus tonos translúcidos con manchas blancas, también es valorado por su belleza única y su uso histórico por los olmecas de Mesoamérica y los pueblos de Costa Rica. Sin embargo, la variedad azul olmeca, fue redescubierta recientemente y está siendo explotada marginalmente por los guatemaltecos nativos. Por lo tanto, es difícil de obtener, demasiado rara y poco conocida para valorarla como una piedra preciosa.
En la actualidad, las fuentes más conocidas de jadeíta de calidad son California, Myanmar (Birmania), Nueva Zelanda y, más recientemente, Guatemala. Otras localidades de jadeíta incluyen Kazajistán, Rusia, Columbia Británica, Alaska y  Turquestán.

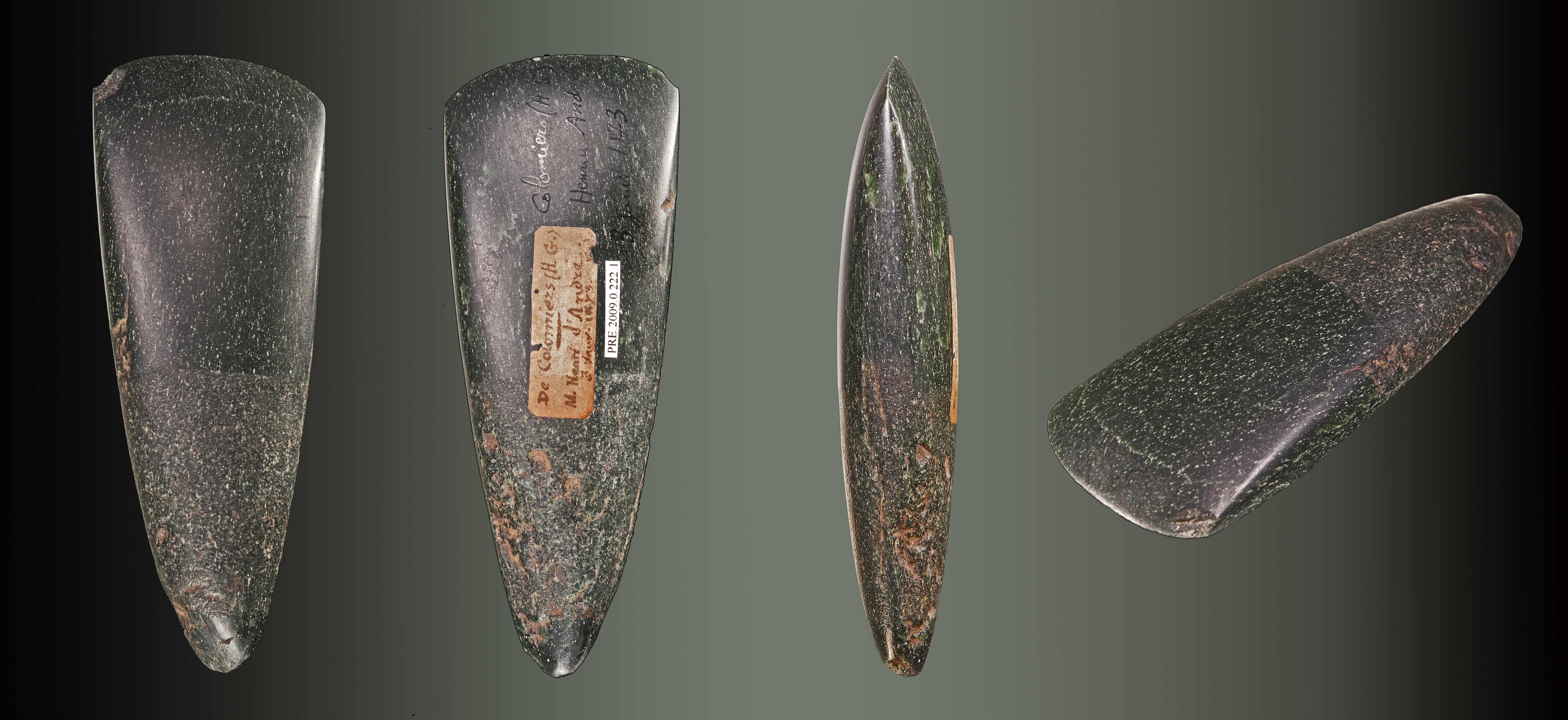
Hachas neolíticas de jadeíta
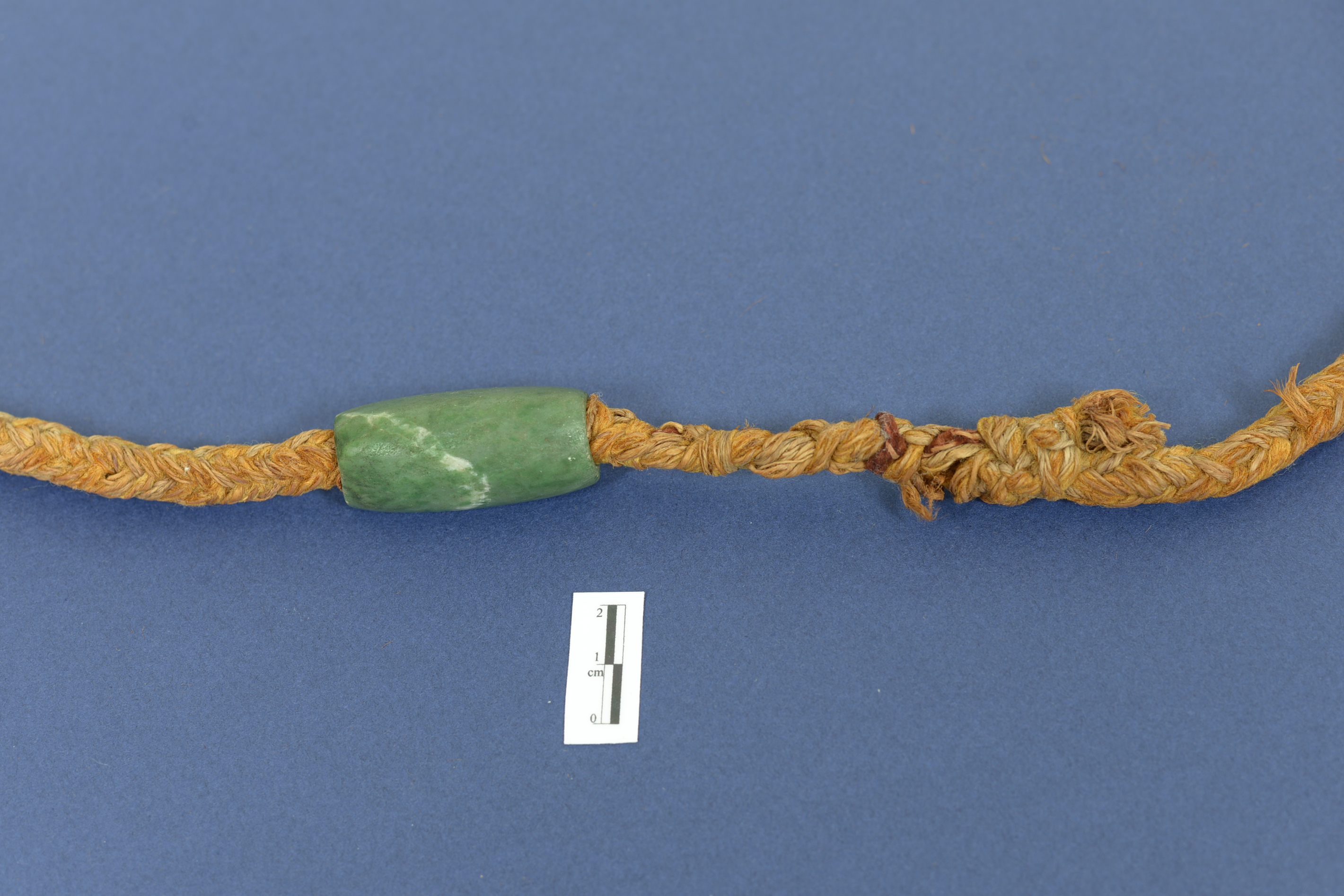
Colgante de jadeíta Canaco